# John Malkovich
John Gavin Malkovich (Christopher, Illinois, 9 de diciembre de 1953), conocido como John Malkovich, es un actor, productor, director de cine y diseñador de moda estadounidense. Ha trabajado como actor en más de setenta películas, entre ellas  Dangerous Liaisons, El imperio del sol, The Killing Fields, Con Air, Of Mice and Men, Being John Malkovich, Burn After Reading, RED y Warm Bodies, y ha producido películas como Ghost World, Juno y The Perks of Being a Wallflower. Recibió un premio Emmy por Muerte de un viajante y fue nominado a los Premios Óscar por sus papeles en En un lugar del corazón y En la línea de fuego.

## Primeros años
Malkovich nació en Christopher, Illinois. Sus abuelos paternos eran croatas, originarios de Ozalj. Su madre tenía ascendencia inglesa, francesa, alemana y escocesa. Creció en Benton, Illinois, en una espaciosa casa sobre South Main Street. Su padre, Daniel Leon Malkovich, era director de conservación ambiental del estado y editor de Outdoor Illinois, una revista sobre conservación. Su madre, Joe Anne (de apellido de soltera Choisser), era dueña del Benton Evening News y también de Outdoor Illinois. Malkovich tiene tres hermanas menores y un hermano mayor.
Malkovich cursó la primaria en la Logan Grade School, la secundaria en la Webster Junior High School y la preparatoria en la Benton Consolidated High School. Durante sus años en la secundaria, apareció en varias obras y en el musical Carousel. También fue miembro de un grupo de folk gospel, con el que cantaba en iglesias y en actividades de la comunidad. Durante un verano, integró un proyecto local de teatro, donde coprotagonizó la obra America Hurrah, de Jean-Claude van Itallie, en 1972. Después de terminar la preparatoria, asistió a la Eastern Illinois University, donde inició cursos de ecología; más tarde, se cambió a la Universidad Estatal de Illinois, donde estudió teatro.

## Carrera
En 1976, Malkovich, junto con Joan Allen, Gary Sinise y Glenne Headly, fue miembro fundador de la Steppenwolf Theatre Company en Chicago. En 1983 se mudó a Nueva York, donde obtuvo un papel en la obra True West. En 1984, apareció junto a Dustin Hoffman en Broadway en la obra Muerte de un viajante. Más tarde volvió a participar en la obra, esta vez adaptada para la televisión, y ganó un premio Emmy por su interpretación. Una de sus primeras incursiones en el cine fue como extra en la película A Wedding, de Robert Altman.
Malkovich debutó como actor de cine en 1984 en la película En un lugar del corazón, en la que interpretó a Mr. Will, un veterano de guerra ciego y huésped de Sally Field, papel por el que obtuvo una nominación al Óscar como mejor actor de reparto. Posteriormente actuó en la película de 1987 dirigida por Steven Spielberg El imperio del sol, junto a un joven Christian Bale, basada en la novela homónima de J. G. Ballard. La crítica lo alabó por su proverbial y convincente actuación como un expatriado estadounidense manipulador, egoísta y un tanto estafador. Uno de los papeles que ayudó notoriamente a impulsar su carrera fue el del siniestro y sensual vizconde de Valmont en Dangerous Liaisons (1988), aunque causó polémica que ni siquiera nominaran a Malkovich al Óscar como mejor actor principal.
En 1994 Malkovich fue nominado nuevamente al Óscar como mejor actor de reparto por su papel de asesino y magnicida en la película En la línea de fuego. En 1999 se estrenó la película Being John Malkovich, dirigida por Spike Jonze, en la que el actor interpreta una versión ficticia de sí mismo. Su primera película como director, The Dancer Upstairs, se estrenó en 2002. Además, ha dirigido varios cortometrajes.
Otros títulos de su filmografía son Con Air (1997), Shadow of the Vampire (2000), El juego de Ripley (2002), Eragon (2006) y Klimt (2006), biografía de Gustav Klimt, pintor que da título a la película. Entre sus trabajos posteriores destacan géneros como el drama —Changeling (2008), de Clint Eastwood— y la comedia —Burn After Reading, una película de humor negro estadounidense (2008) escrita, dirigida y producida por los hermanos Coen, y RED (2010)—, así como títulos comerciales —Beowulf (2007) y Transformers: el lado oscuro de la luna (2011)—.
En 2009, Sam Raimi confirmó a Malkovich para interpretar al Buitre en Spider-Man 4, cuyo estreno estaba programado para mayo de 2011. No obstante, en enero de 2010 se canceló la película debido a conflictos de guion y dirección. En 2012, casi 25 años después de protagonizar Dangerous Liaisons, de Stephen Frears, Malkovich tomó un nuevo papel y dirigió una obra adaptada de la película que lo hizo famoso en el mundo. En 2014 se unió al elenco principal de la serie Crossbones, interpretando al famoso pirata inglés Edward Teach, "Barbanegra".

## Vida privada
En 1982 se casó con la actriz Glenne Headly, a quien conoció en la Steppenwolf Theatre Company en Chicago. Juntos aparecieron en películas como Eleni (1985) y Making Mr. Right (1987). En 1988, se divorciaron después de que Malkovich mantuviera un romance con la actriz Michelle Pfeiffer durante el rodaje de Dangerous Liasons. Después de conocerla en el rodaje de The Sheltering Sky (1990), inició una larga relación con la asistente de dirección Nicoletta Peyran, con quien ha tenido dos hijos.
Malkovich habla con fluidez el francés y, durante casi diez años, vivió y trabajó en un teatro en el sur de Francia. Él y su familia abandonaron Francia en 2003 tras una disputa relacionada con los impuestos. Desde entonces, ha vivido en Cambridge, Massachusetts. También es copropietario de un restaurante en Lisboa, Portugal, llamado "Bica do Sapato".
El 6 de junio de 2013, Malkovich le salvó la vida a un hombre de 77 años, quien se tropezó en las calles de Toronto y al caer se cortó el cuello con un andamio. Malkovich aplicó presión sobre el cuello del hombre antes de que lo trasladaran a un hospital, donde lo suturaron. Malkovich partió cuando supo que el hombre estaba a salvo en las manos de los paramédicos.

## Filmografía parcial

### Actor
- 2023: Complètement Cramé
- 2023: Fool's Paradise[21]
- 2022: Savage Salvation
- 2022: Shattered[22]
- 2020-2022: Space Force
- 2020: El crítico musical
- 2020: Ava
- 2020: Arkansas
- 2020: The New Pope
- 2019: Extremely Wicked, Shockingly Evil and Vile
- 2019: Velvet Buzzsaw
- 2018: Billions (TV)
- 2018: Bird Box
- 2018: The ABC Crimes (TV)
- 2017: Bullet Head
- 2016: Deepwater Horizon
- 2015: 100 Years: The Movie You Will Never See
- 2014: Los pingüinos de Madagascar
- 2014: Call of Duty: Advanced Warfare
- 2014: César Chávez
- 2014: Cut Bank
- 2013: Educazione Siberiana
- 2013: Warm Bodies
- 2013: Red 2
- 2012: Linhas de Wellington
- 2011: Transformers: el lado oscuro de la luna
- 2010: Red
- 2010: Secretariat
- 2010: Jonah Hex
- 2008: Afterwards
- 2008: Disgrace
- 2008: Burn After Reading
- 2008: Mutant Chronicles
- 2008: Changeling
- 2008: Gardens of the Night
- 2008: Love and Virtue
- 2008: The Great Buck Howard
- 2008: In Tranzit
- 2007: Beowulf
- 2007: Drunkboat
- 2006: Accepted
- 2006: Eragon
- 2006: The Call
- 2006: Klimt
- 2006: Art School Confidential
- 2005: Colour Me Kubrick: A True...ish Story
- 2005: The Hitchhiker's Guide to the Galaxy
- 2004: The Libertine
- 2003: Um Filme Falado
- 2003: Johnny English
- 2002: Napoleón (TV)
- 2002: Ripley's Game
- 2002: The Dancer Upstairs
- 2002: Hideous Man
- 2001: Knockaround Guys
- 2001: Hotel
- 2001: Je rentre à la maison
- 2001: Les âmes fortes
- 2000: Les misérables (TV)
- 2000: La sombra del vampiro
- 1999: RKO 281
- 1999: Juana de Arco
- 1999: Being John Malkovich
- 1999: El tiempo recobrado
- 1999: Ladies Room
- 1998: Rounders
- 1998: El hombre de la máscara de hierro
- 1997: Con Air
- 1996: Der unhold
- 1996: Retrato de una dama
- 1996: Mary Reilly
- 1996: Mulholland Falls
- 1995: O Convento
- 1995: Al di là delle nuvole
- 1994: Heart of Darkness
- 1993: En la línea de fuego
- 1993: ¡Viven!
- 1992: Jennifer Eight
- 1992: Of Mice and Men
- 1992: Shadows and Fog
- 1991: The Object of Beauty
- 1991: Queens Logic
- 1991: Old Times
- 1990: The Sheltering Sky
- 1989, 1993: Saturday Night Live (TV)
- 1988: Dangerous Liaisons
- 1988: Miles from Home
- 1987: Santabear's High Flying Adventure
- 1987: El imperio del sol
- 1987: El zoo de cristal
- 1987: Making Mr. Right
- 1986: Santabear's First Christmas
- 1986: Rocket to the Moon
- 1985: Eleni
- 1985: Muerte de un viajante (TV)
- 1984: The Killing Fields
- 1984: En un lugar del corazón
- 1984: American Playhouse (TV)
- 1983: Say Goodnight, Gracie
- 1981: American Dream
- 1981: Word of Honor
- 1978: Un día de boda

### Productor
- 2012: The Perks of Being a Wallflower
- 2011: Young Adult
- 2010: Abel
- 2009: Which Way Home
- 2007: Juno
- 2007: Drunkboat
- 2006: Art School Confidential
- 2006: Kill the Poor
- 2004: The First Amendment Project: Some Assembly Required
- 2004: The Libertine
- 2002: The Dancer Upstairs
- 2002: Dragans of New York
- 2001: Ghost World
- 2001: The Loner
- 2000: Somewhere Else
- 1988: The Accidental Tourist

### Director
- 2002: The Dancer Upstairs
- 2002: Hideous Man

### Guionista
- 2002: Hideous Man

## Teatro

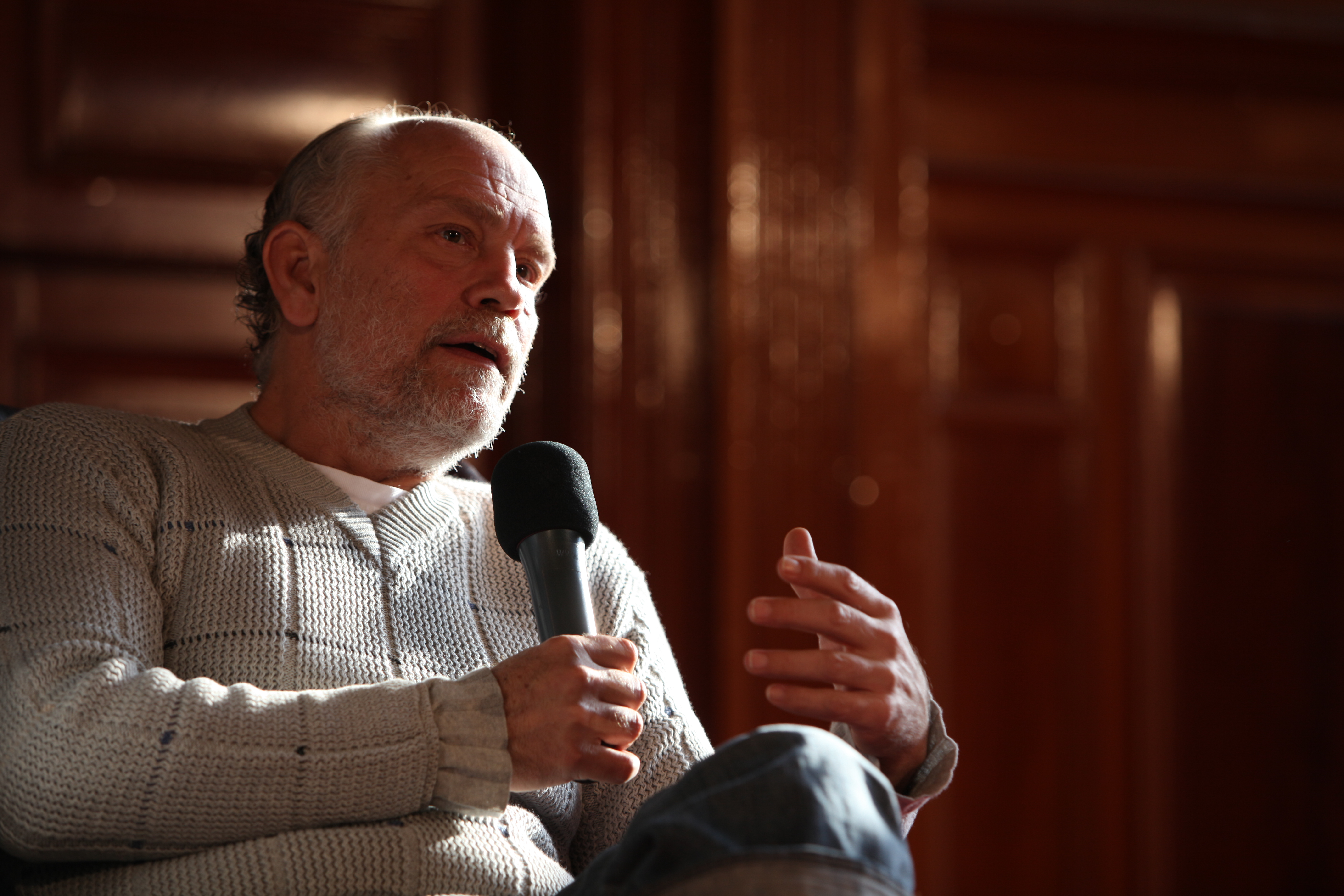
John Malkovich en el 44.º Festival Internacional de Cine de Karlovy Vary (2009)

- 2011, 2012: The Giacomo Variations
- 2009: The Infernal Comedy
- 2009: Good Canary
- 1984: Balm in Gilead
- 1980: True West

Broadway
- 1988: Burn This
- 1986: The Caretaker
- 1985: Arms and the Man
- 1984: Muerte de un viajante

## Premios y nominaciones
Premios Óscar
| Año  | Categoría              | Trabajo nominado        | Resultado |
| ---- | ---------------------- | ----------------------- | --------- |
| 1985 | Mejor actor de reparto | En un lugar del corazón | Nominado  |
| 1994 | Mejor actor de reparto | En la línea de fuego    | Nominado  |

Premios Globo de Oro
| Año  | Categoría                                              | Trabajo nominado      | Resultado |
| ---- | ------------------------------------------------------ | --------------------- | --------- |
| 1995 | Mejor actor de reparto de serie, miniserie o telefilme | Heart Of Darkness     | Nominado  |
| 1994 | Mejor actor de reparto                                 | En la línea de fuego  | Nominado  |
| 1986 | Mejor actor de reparto de serie, miniserie o telefilme | Muerte de un viajante | Nominado  |

Premios BAFTA
| Año  | Categoría              | Trabajo nominado     | Resultado |
| ---- | ---------------------- | -------------------- | --------- |
| 1993 | Mejor actor de reparto | En la línea de fuego | Nominado  |

Premios Primetime Emmy
| Año  | Categoría                                      | Trabajo nominado      | Resultado |
| ---- | ---------------------------------------------- | --------------------- | --------- |
| 2003 | Mejor actor de reparto - Miniserie o telefilme | Napoleón              | Candidato |
| 2000 | Mejor actor de reparto - Miniserie o telefilme | RKO 281               | Nominado  |
| 1986 | Mejor actor de reparto - Miniserie o telefilme | Muerte de un viajante | Ganador   |

Premios del Sindicato de Actores
| Año  | Categoría                                         | Trabajo nominado     | Resultado |
| ---- | ------------------------------------------------- | -------------------- | --------- |
| 1999 | Mejor reparto                                     | Being John Malkovich | Nominado  |
| 1994 | Mejor actor de televisión - Miniserie o telefilme | Heart of Darkness    | Nominado  |

Festival Internacional de Cine de San Sebastián
| Año  | Categoría       | Resultado |
| ---- | --------------- | --------- |
| 1998 | Premio Donostia | Ganador   |

Premios Sant Jordi de Cine
| Año  | Categoría              | Trabajo nominado                                           | Resultado |
| ---- | ---------------------- | ---------------------------------------------------------- | --------- |
| 1990 | Mejor actor extranjero | Dangerous Liaisons El zoo de cristal Muerte de un viajante | Ganador   |

Premios David de Donatello
| Año  | Categoría              | Trabajo nominado   | Resultado |
| ---- | ---------------------- | ------------------ | --------- |
| 1989 | Mejor actor extranjero | Dangerous Liaisons | Nominado  |

Premios Independent Spirit
| Año  | Categoría              | Trabajo nominado                | Resultado |
| ---- | ---------------------- | ------------------------------- | --------- |
| 2012 | Mejor ópera prima      | The Perks of Being a Wallflower | Nominado  |
| 2007 | Mejor película         | Juno                            | Ganador   |
| 1991 | Mejor actor de reparto | Queens Logic                    | Nominado  |

Premios Satellite
| Año  | Categoría                       | Trabajo nominado | Resultado |
| ---- | ------------------------------- | ---------------- | --------- |
| 2010 | Mejor actor - Musical o Comedia | Red              | Nominado  |

Premios Saturn
| Año  | Categoría              | Trabajo nominado     | Resultado |
| ---- | ---------------------- | -------------------- | --------- |
| 2010 | Mejor actor de reparto | Red                  | Nominado  |
| 1993 | Mejor actor de reparto | En la línea de fuego | Nominado  |

Malkovich ha sido también premiado por su carrera artística en varios festivales de cine, destacando:
- 2011: Festival Internacional de Cine de Moscú
- 2009: Festival Internacional de Cine de Karlovy Vary
- 2005: Festival Internacional de Cine de Locarno